# Ricorsività (linguistica)
La ricorsività in linguistica è il fenomeno per cui una regola linguistica può essere applicata al risultato di una sua stessa precedente applicazione. La semiotica distingue tra codici ricorsivi e non. Così, i codici animali (ad esempio, la danza delle api) non possono essere ricorsivi, mentre le lingue naturali (e i codici matematici) sì.

## Esempi
Questa proprietà di alcune regole è in linguistica legata, ad esempio, all'uso delle proposizioni relative. Così, nella frase
- Marco accarezza il cane.

il nome "Marco" può essere integrato da una relativa (e lo stesso vale per "cane"):
- Marco, che ben conosci, accarezza il cane.

E poi ancora:
- Marco, che ben conosci, accarezza il cane, che scodinzola davanti al portone.

Infine:
- Marco, che ben conosci, accarezza il cane, che scodinzola davanti al portone, che è chiuso.

Come si vede, le subordinate possono agganciarsi a segmenti che sono essi stessi subordinati alla reggente "Marco accarezza il cane". Tale processo potrebbe continuare all'infinito. Notevole, in questo senso, risulta la canzone Alla fiera dell'est di Angelo Branduardi, che recita:
Allo stesso modo funziona per il rapporto tra nome e suo aggettivo. Partendo dal nome "Stefano", possiamo ottenere:
- Simpatico Stefano.

E poi ancora:
- Simpatico e dolce Stefano.

Infine:
- Simpatico e dolce Stefano, carino, educato e composto.

La ricorsività è una delle caratteristiche che denota come le lingue naturali siano dei sistemi produttivi.
Per i generativisti, la ricorsività è un principio generale della grammatica universale, perché è comune a tutte le lingue naturali. Viceversa, ciascuna lingua è caratterizzata dal fatto che le proposizioni relative si espandono a destra o a sinistra (nessuna al centro). Le lingue hanno l'una o l'altra caratteristica e definiscono un parametro.
Daniel Everett, dopo aver a lungo studiato la lingua dei Pirahã, unico dialetto vivente della lingua Mura, sostiene che essa manca di ricorsività. La sua affermazione è oggetto di una notevole controversia linguistica.